# Новочерёмушкинский пруд
Новочерёмушкинский пруд — пруд в Москве, в Академическом районе города. Овальный водоём на озеленённом участке между улицами Новочерёмушкинской, Кржижановского и Нахимовским проспектом. На 140 м вытянут в юго-восточном направлении. Ширина 60 м. Создан в пойме реки Коршунихи, заключённой в подземный коллектор.
Берега забетонированы: полого уходящие в воду старые бетонные плиты. Используется для околоводного отдыха, прибрежных прогулок и любительского лова рыбы. Первоначально был усадебным прудом при усадьбе Шаболово, находившейся здесь. В годы активной застройки этого района стал пожарным. В 2007 году он качественно преобразился — обустроена сама чаша водоёма и пешеходные дорожки вокруг него.

## Фауна и флора
- Карась
- Ротан
- Горчак